# Römhildt (Klavierhersteller)
Die Klaviermanufaktur Römhildt war ein Unternehmen in Weimar.

## Geschichte

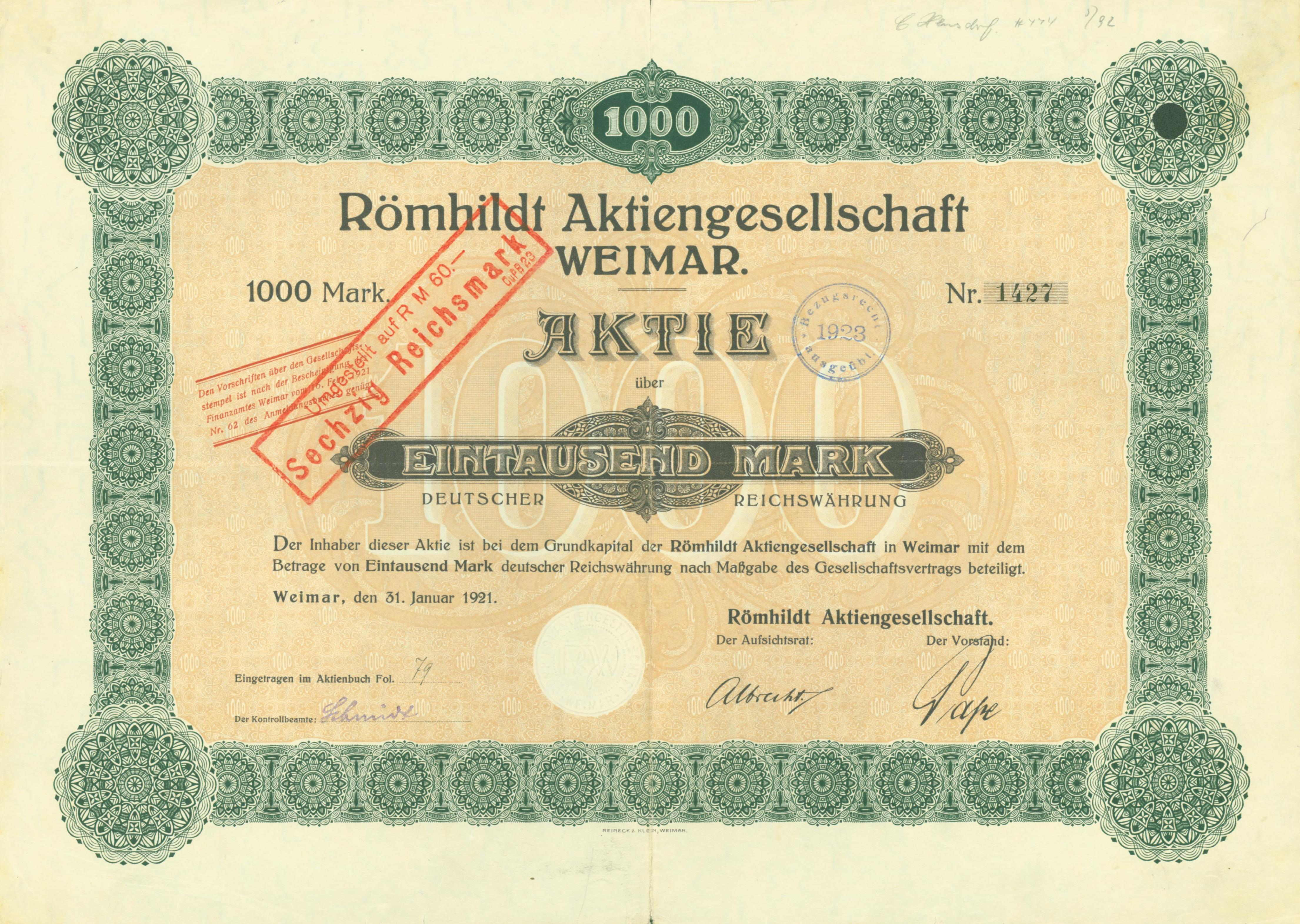
Aktie über 1000 Mark der Römhildt AG vom 31. Januar 1921

Louis Friedrich Römhildt, 1817 geboren, kam 1839 nach Weimar und machte sich 1845 in dort selbstständig. Während Louis Friedrich Römhildt noch alleine oder allenfalls mit einem Gesellen Klaviere produzierte, entwickelte sich das Unternehmen unter der Leitung seines 1849 geborenen Sohnes Carl Max Louis Römhildt zu einer Fabrik weiter. Das Instrument mit der Seriennummer 500 wurde im November 1880 gebaut. 
1890 dachte man über Liquidation oder Verkauf des Geschäfts nach. Bald danach wurde die Römhildt-Pianofortefabrik A.-G. gegründet. Ab 1896 war Oscar Schemelli deren kaufmännischer Leiter. Er war gelernter Kaufmann und hatte zuvor sein Geld in der Strohhutbranche verdient. Unter Schemelli und dem zweiten Direktor Vetterling sollte eine neue, vierstöckige Klavierfabrik eingerichtet werden, mit Dampfbetrieb und Holz-Trocknungsanlage. Der Neubau sollte in der Ettersburger Straße errichtet werden. 
Im Jahr 1897, als diese Pläne aktuell waren, lehnte die Fabrik aus heute nicht mehr bekannten Gründen die silberne Medaille, die ihr auf der Sächsisch-Thüringischen Industrie- und Gewerbe-Ausstellung in Leipzig zuerkannt worden war, ab. Im Jahr darauf wurde Oscar Schemelli Groß-Königlich Sächsischer Hof-Pianofabrikant. 1899 wurde das Unternehmen im Weimarer Handelsregister unter dem Namen Römhildt-Pianofortefabrik Aktiengesellschaft zu Weimar geführt. Zum Vorstand dieser Aktiengesellschaft gehörte kurze Zeit später auch Paul Neuschild. Um die Jahrhundertwende hielt der Vorschuß- und Sparverein in Weimar den Großteil der Aktien. 
Auf einer Generalversammlung dieses Vereins im Dezember 1900 kam es zu einem erbitterten Streit. Der Vorschuß- und Sparverein hatte geplant, die Aktien über die Dresdner Bankfirma E. Brocksch Nachf. an die Börse zu bringen, brauchte dafür aber die Unterschrift des Vorstandes der Fabrik bzw. Gesellschaft. Oscar Schemelli hatte die Erteilung dieser Unterschrift offenbar an Bedingungen geknüpft, die man als ungerechtfertigt angesehen hatte, woraufhin er sich geweigert hatte zu unterschreiben. Daraufhin war die Unterzeichnung der entsprechenden Papiere durch andere Vorstandsmitglieder erfolgt. Schemelli hatte sich daraufhin brieflich an das Dresdener Bankunternehmen gewandt und versucht, das Geschäft zu verhindern, ferner auch Mitglieder des Vorschuß- und Sparvereins angeschrieben und diesem Schwindel- und Betrugsabsichten unterstellt, was ihm mehrere Beleidigungsklagen eingetragen hatte. Im Rahmen der Generalversammlung hielt Schemelli eine zweistündige Rede, in der er den Verein mit Vorwürfen überzog, woraufhin dessen Kassierer und Kontrolleur jeweils einstündige Gegenreden hielten und der Direktor aus diversen Schriften Schemellis zitierte, die von einem sehr gesunden Selbstbewusstsein zeugten. Das führte bei den Versammelten teils zu Entrüstung, teils zu Heiterkeit. Als Schemelli schließlich seinen Rückzug aus dem Vorstand des Unternehmens Römhildt anbot, ging man auf diesen Vorschlag „mit großer Genugthuung“ ein. 
Die Jahresproduktion lag um diese Zeit bei etwa 500 Instrumenten pro Jahr; die Firma exportierte unter anderem nach England.
In den Vorstand trat nun der Kaufmann Albert Stadermann aus Hannover ein. Paul Neuschild, der bisherige kaufmännische Direktor, legte Mitte 1901 sein Amt nieder. Stadermann erhielt kurz nach der Jahrhundertwende vom Großherzog von Sachsen-Weimar einen weiteren Hofpianofortefabrikantentitel. Die Prokura des Kaufmannes Johannes Schmidt erlosch 1902, dafür wurde dem Kaufmann Albert Tschirpe die Prokura erteilt. Das Unternehmen machte wirkungsvolle Werbung mit Faksimiles von Musikern wie Franz Liszt und Hans von Bülow, die im Golddruck auf dunklem Papier verbreitet wurden, und als Designer für einen Flügel im modernen Stil gewann man den Professor van der Velde, der Direktor der Großherzoglichen Kunstschule in Weimar war. Besagter Flügel war „fleischfarbig“ und „mit Messingbeschlägen verziert“. Bestellt worden war dieser 1,86 m lange Kabinettflügel von Elisabeth Förster-Nietzsche, der Besitzerin des Nietzsche-Archivs in Weimar. 
Das Geschäftsjahr 1902/03 verlief eher unbefriedigend. Nur 1 % Dividende konnte verteilt werden. Außer England verhielten sich die Länder, in die man zu exportieren hoffte, noch sehr zurückhaltend. 1904 verbreitete das Unternehmen einen viersprachigen Exportkatalog, in dem zwei Flügel- und 11 Pianinomodelle vorgestellt wurden. Die meisten waren im Jugendstil gestaltet, es gab aber auch ein Empire-Modell. Im selben Jahr baute Römhildt einen Konzertflügel mit einer Länge von 2,7 Metern. Eingeweiht werden sollte das Instrument im Rahmen einer Matinee im Weimarer „Erholungssaal“. Hofkapellmeister Bernhard Stavenhagen, der den Titel eines Hofpianisten führte, sollte dabei auftreten. 
1905 erhielt die Firma auf der Gewerbe- und Industrie-Ausstellung in Hildburghausen eine Goldmedaille, 1906 lehnte sie wieder eine Silbermedaille ab – diesmal auf der Dresdner Kunstgewerbe-Ausstellung. Der Gewerbeverein Weimar veranstaltete 1908 eine Jubiläumsausstellung, die dem Unternehmen wieder eine Goldmedaille einbrachte. 
1909 schied Franz Kaub aus dem Vorstand aus, dafür erhielt der Kaufmann Max Banse Prokura. Breitkopf & Härtel übernahm die Alleinvertretung der Firma Römhildt in London.
In Weimar konnte man in der Buch- und Kunsthandlung Hermann Großes in der Schillerstraße 9 den „Kunstspielapparat“ „Virtuos“ besichtigen. Die Aktiengesellschaft plante im Jahr 1910 eine Vergrößerung ihrer Produktionsanlagen, um künftig 200 statt wie bisher 150 Arbeiter beschäftigen zu können. Gegenüber dem Vorjahr war die Produktion von Pianinos und Flügeln fast auf das Doppelte gestiegen. Es gab zu diesem Zeitpunkt schon eine Filiale in Erfurt, die in diesem Jahr vom Anger 10 in die Neuwerkstraße 7 verlegt wurde, wo deutlich mehr Platz zur Verfügung stand. Auch das Direktorium wurde erweitert. Neben dem bisherigen Leiter führte nun Theodor Nagel aus Charlottenburg die Geschäfte.
Außerdem tat man sich um diese Zeit mit der Berliner Firma K. Heilbrunn Söhne zusammen, die seit 1875 „selbstspielende“ Apparate baute. Eines ihrer Erfolgsmodelle, der „Salon-Virtuos“, wurde nun – wie auch weitere Produkte von Heilbrunn – in Römhildt-Klaviere und -Flügel eingebaut. Den Vertrieb für Thüringen übernahm Römhildt. Da beide Unternehmen von der Zusammenarbeit profitierten, schlossen sie sich schließlich als Römhildt-Heilbrunn Söhne, A. G. zusammen. Mitglied des Aufsichtsrates der Gesellschaft wurde W. Heilbrunn, der Seniorchef und Gründer von K. Heilbrunn Söhne, seine Mitinhaber Simon und Siegmund Blüth traten in den Vorstand der Gesellschaft ein. Dennoch sollten die Betriebe in Weimar und in Berlin „in der bisherigen getrennten Weise fortgeführt werden.“
Wenig später allerdings wurden Abverkaufs-Inserate seitens der Firma verbreitet, die nach Ansicht der vier renommiertesten Weimarer Instrumentenhändler geeignet waren, „den soliden Klavierverkauf ganz empfindlich zu schädigen“. Sie beklagten überdies, dass Römhildt schon öfter Annoncen geschaltet hatte, „die mehr als bloße Übertreibungen enthielten“ und eigentlich „energischer Einsprache verdient“ hätten. Dies habe man bislang „um des lieben Friedens willen“ hingehen lassen. Dass freilich die neue Firma widerrechtlich mit den alten Hoflieferantentiteln werbe, wolle man doch noch bemerken.
Theodor Nagels Gesamtprokura erlosch 1913, Direktor der Hauptniederlassung in Weimar wurde Franz Schandalik. Wilhelm Pape aus Weimar wurde im selben Jahr ebenfalls Vorstandsmitglied der Gesellschaft. 1915 erlosch die Prokura Schandaliks schon wieder und Simon Blüth verließ den Vorstand. Im letzten Jahr des Ersten Weltkrieges, am 6. Juni 1918, wurde der Name der Firma in Römhildt-Aktiengesellschaft geändert. 
Auf der Leipziger Frühjahrsmesse 1919 präsentierte sie einen Flügel mit Virtuola-Einbau, gefertigt aus Zitronenholz, das zu dieser Zeit en vogue war. 1919 ging die Firma in die Hände der Ludwig Hupfeld AG in Böhlitz-Ehrenberg über. Römhildt und Hupfeld wurden als Interessengemeinschaft miteinander verschmolzen; der bisherige Aufsichtsrat wurde um die beiden Direktoren Ludwig Hupfeld und Otto Tetzner ergänzt, die beide zuvor bei Hupfeld gearbeitet hatten. Bereits im Jahr darauf verließen Hupfeld und Tetzner aber den Aufsichtsrat wieder, dafür traten Karl Albrecht und Carl Bratz aus Berlin und Bankdirektor Günther Knaudt aus Weimar in den Aufsichtsrat der Römhildt-Aktiengesellschaft ein. Auf der Leipziger Herbstmesse 1924 präsentierte man unter anderem das Wiedergabe-Instrument „Virtuola“ in verschiedenen Ausführungen. Wenige Jahre später, 1931, stellte die Römhildt-Aktiengesellschaft ihre Zahlungen ein und beantragte ein Vergleichsverfahren. Dies wurde vom Gericht abgelehnt. Stattdessen wurde ein Konkursverfahren eröffnet. Die Verkaufsgesellschaft in Erfurt wurde alsbald aufgelöst, die Verkaufsgesellschaft in Hamburg existierte noch bis 1933. Nachdem das Konkursverfahren gegen Römhildt mangels Masse eingestellt worden war, wurde 1933 liquidiert und die Firma erlosch.
Bis zu diesem Zeitpunkt waren etwa 20.000 Instrumente produziert worden. Den Namen Römhildt verwendete anschließend die Deutsche Piano-Union in Leipzig weiter.